# セーシェルの世界遺産

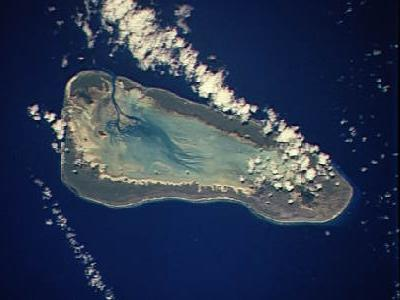
アルダブラ環礁

セーシェルの世界遺産（セーシェルのせかいいさん）はユネスコの世界遺産に登録されているセーシェルの文化・自然遺産の一覧。

## 文化遺産
なし

## 自然遺産
- アルダブラ環礁 - (1982年)
- ヴァレ・ド・メ自然保護区 - (1983年)

## 複合遺産
なし